# Klaus Kratzel
Klaus Kratzel (ur. 3 marca 1940 w Berlinie; zm. 8 sierpnia 1965 tamże) – ofiara śmiertelna Muru Berlińskiego zmarła wskutek obrażeń odniesionych podczas ucieczki do Berlina Zachodniego.

## Życiorys
Urodzony w Berlinie Klaus Kratzel dorastał w położonej we wschodniej części miasta dzielnicy Weißensee. Po ukończeniu szkoły rozpoczął naukę zawodu murarza, znajdując ostatecznie także i zatrudnienie w tym zawodzie. W wieku 18 lat poznał swoją przyszłą żonę, z którą po przyjściu na świat wspólnej córki zawarł w kwietniu 1961 r. związek małżeński. Krótko po budowie Muru Berlińskiego, naciskany przez teściów, 18 sierpnia 1961 r. zdecydował się wraz z nimi oraz z żoną i córką uciec do Berlina Zachodniego. Podobnie jak wielu uciekinierów, w początkowym okresie rodzina zajmowała kwaterę w obozie przejściowym w dzielnicy Marienfelde, rok później przydzielone zostało jej własne mieszkanie. Niedługo potem przyszła na świat druga córka. W 1965 r. Kratzel kilkakrotnie popadł w problemy finansowe, czego efektem były częste kłótnie i konflikty rodzinne. W wyniku tychże rozstał się z żoną, po czym pojechał na dworzec graniczny Berlin Friedrichstraße, gdzie złożył wniosek o powrót do NRD. Po przepisowym pobycie w obozie przejściowym dla powracających do Berlina Wschodniego pożałował swojej decyzji, przez co zdecydował się po raz drugi uciec do zachodniej części miasta. Jako miejsce ucieczki wybrał torowisko leżące na terenie nieczynnej stacji kolejki S-Bahn Bornholmer Straße. Odcinek ów, biegnący pomiędzy stacjami Pankow i Schönhauser Allee, zahaczał również po części o teren graniczny w pobliżu mostu Bösebrücke. 8 sierpnia 1965 r. o godzinie 23.30 motorniczy kolejki S-Bahn zgłosił znalezienie znajdujących się w tunelu na wysokości mostu Görschbrücke zwłok mężczyzny. Dochodzenie podjęte przez wojska graniczne NRD wykazało, iż zabitym jest Klaus Kratzel, który najprawdopodobniej podczas ucieczki dostał się do tunelu, w którym wpadł pod nadjeżdżający skład kolejki S-Bahn i zginął. Z dochodzenia wynikało również, iż ofierze udało pokonać się niezauważenie wszystkie wcześniejsze przeszkody. Miejsce znalezienia zwłok oddalone było ok. 500 metrów od ostatniego muru granicznego oddzielającego obie części miasta.   

W związku z wyniesieniem sprawy do rangi tajemnicy wojskowej, krewnym ofiary przekazano jedynie informację o śmiertelnym potrąceniu przez pociąg. Znająca zamiary ucieczki rodzina ofiary przekonana była długie lata o fakcie, jakoby Klaus Kratzel został zastrzelony podczas nieudanej próby sforsowania muru. Dopiero po zjednoczeniu Niemiec umożliwiono rodzinie wgląd w akta sprawy. W 1991 r. dochodzenie prokuratury państwowej w Berlinie wykazało, iż przyczyną śmierci był nieszczęśliwy wypadek. 
Pamięci ofiary poświęcono jedno z tzw. okienek, mieszczących się we wzniesionym ku czci ofiar miejscu pamięci Gedenkstätte Berliner Mauer.

## Literatura
- Hans-Hermann Hertle, Maria Nooke: Die Todesopfer an der Berliner Mauer 1961 - 1989 : ein biographisches Handbuch / hrsg. vom Zentrum für Zeithistorische Forschung Potsdam und der Stiftung Berliner Mauer. Links, Berlin 2009, ISBN 978-3-86153-517-1.